# DML30系エンジン

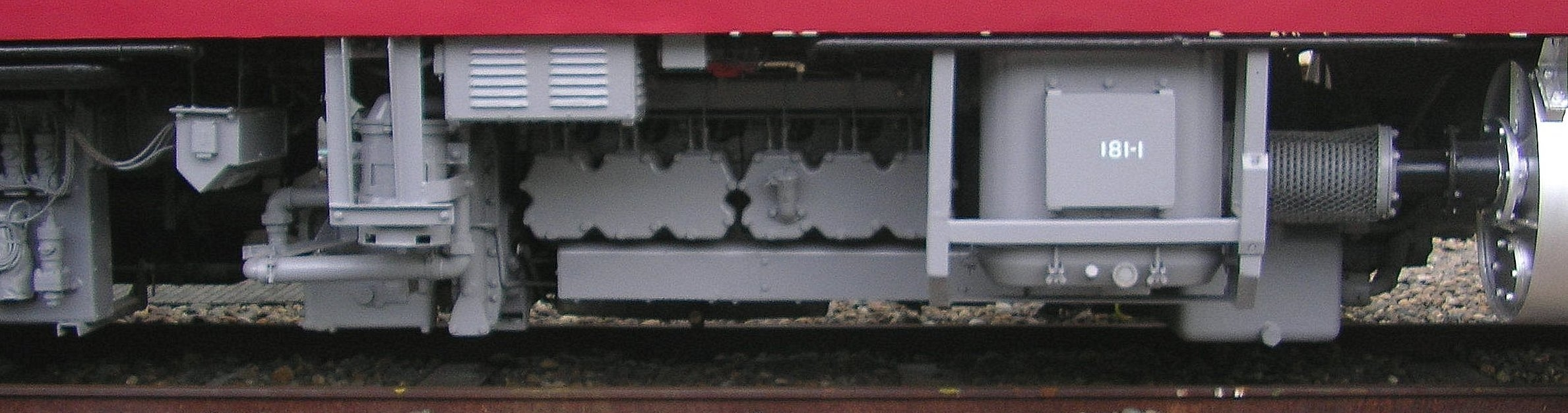
キハ181-1床下のDML30HSCエンジン。3気筒単位でシリンダーブロック1組を構成しており、各気筒が独立シリンダー形のDML30HSI以降とはシリンダーヘッド形状も異なる

DML30系エンジン（DML30けいエンジン）は、日本国有鉄道（→JRグループに継承）の気動車用として開発されたディーゼルエンジンである。
形式名のDMはDiesel Motorの略、Lは12気筒を意味し（国鉄形機関車の動軸数の表記と同じく、A=1、B=2とし、Lはアルファベットの12番目にあたる）、30は総排気量をリットルで表したものである。末尾のHは横形機関 (Horizontal cylinder = 水平シリンダー式) を、Sは過給機（Super-charger、このエンジンではターボチャージャー）を意味し、それに続くアルファベットは改良順にA、B…となる。
なお、日本貨物鉄道（JR貨物）が2017年（平成29年）にJR貨物DD200形ディーゼル機関車おいて採用した「FDML30Z」エンジンは、コマツ製「SAA12V140E」エンジンを国鉄時代の制式名称に当てはめた呼称であり、本稿で解説するものとはまったくの別物である。

## 概要
キハ60系での「DMF31HSA」と「DW1」液体変速機の失敗を受けて1963年（昭和38年）に試作された直列6気筒の横形エンジンである「DMF15HS」 (240 PS/1,600 rpm) を基本とし、翌1964年（昭和39年）にこれをバンク角180度のV型12気筒に設計変更したDML30HSをはじめとして、国鉄と新潟鐵工所、ダイハツディーゼル、神鋼造機の各社によって共同開発された。
水平シリンダー式（バンク角180度）のV型12気筒で、連続定格出力440 - 660 PSのエンジンである。主に高速、高出力を要求される特急形車両や急行形車両に使用される。
国鉄の気動車用量産エンジンは、大別するとDMH17系とこのDML30系（大出力形）/DMF15系（小出力形）エンジンに分けられる。後者のDMF15系は前述の通りこのDML30系エンジンの基本となったもので、両者は内部の消耗部品、動弁系、各種補機を中心として部品の互換性を持つ。

## 構造
先行したDMF31系エンジンがボア・ストローク共に過大で、横形（水平シリンダー型の国鉄での呼称で、横置きエンジンの意味ではない）とした場合にシリンダー内部の潤滑が十分ではなく、また騒音・振動の面でも気動車の床下に搭載するには問題が多かった。それを教訓とし、実績のあるDMH17系の設計・構造から大きく離れることを避けて計画・設計された保守的な設計のエンジンである。
このため、最初に試作されたDMF15HSでは、DMH17系と同じストローク (160 mm) を踏襲しつつ、ボアを10 mm拡大 (130 mm→140 mm) して1気筒あたりの排気量を約8 %増大、さらに定格回転数を100 rpm引き上げて (1,500 rpm→1,600 rpm) ターボチャージャーにより過給を行い、排気量あたりの出力を引き上げることで気筒数の削減を図り、回転バランスの良い直列6気筒構成を実現している。
本系列はこのDMF15HSを2台向かい合わせに組み合わせてクランクシャフトを共用とし、バンク角180度のV型12気筒とすることで出力の倍増と軽量化を図ったものである。
その設計方針は単純・堅牢・廉価を狙いつつ新技術の導入を図ったとされ、1バンク6気筒のシリンダーヘッドを3気筒ずつひとまとめにすることで、消耗品であるヘッドガスケットを1種類で済ませ且つ全体の数を減らすなど、保守の容易化に留意した構造が採用された。また、エンジン本体と付属圧縮機の一体化によるエンジンオイルの共通化をはじめとして、各種補器の設計にも工夫が凝らされていた。
もっとも、DMH17系エンジンでも問題となっていた排気マニホールドの過熱と排気管の焼損・発火問題を抑止するため、ターボチャージャーによる過給については、姉妹機種であるDMF15HZとは異なりインタークーラー（中間冷却器）を付加できず、1バンクにつき1基ずつ計2基の石川島播磨重工業製TB15ラジアル形ターボ過給器を搭載するに留められている。
また、エンジンの片バンク6気筒分をそれぞれA列とB列として区分し、各列ごとに燃料噴射ポンプを1台ずつ備え、その間に横間制御装置を取付けてA・B各列の燃料噴射ポンプを制御している。

## 運用状況

### キハ90系による試験
国鉄は当初、DMH17系に代わるエンジンは300 PS級のDMF15系が妥当なのか、それとも500 PS級の本系列が妥当なのか、どちらとも決めかねていた。そこで、実際にこれらの機関を搭載した車両を試作し長期試験を行うこととした。それがキハ90系である。
1966年（昭和41年）、300 PSの「DMF15HZA」を搭載したキハ90形と、500 PSの「DML30HSA」を搭載したキハ91形が各1両製造され、千葉地区など各地で性能試験が行われた。これらでの試験の結果、今後の優等列車用国鉄気動車では500 PS級機関を1基搭載することになり、翌年には営業列車での長期実用試験を行うため、「DML30HSB」を搭載したキハ91形量産試作車7両と、走行用エンジンを搭載しないキサロ91形が3両製造され、急行『しなの』などで長期実用試験が開始された。
だが、1968年の白紙ダイヤ改正で計画された非電化区間優等列車の速達化プランを実行に移すには、キハ90系試作車での長期試験の結果を待つ猶予は残されていなかった。このため、国鉄当局はいわば見切り発車的に、食堂車を除く全車に500 PS級の「DML30HSC」エンジンを装備したキハ181系を製造、1968年（昭和43年）10月1日のダイヤ改正（ヨンサントオ）から特急に格上げされた『しなの』で営業運転を開始した。

### 本格運用開始で顕になった問題点
こうして本格的な量産にゴーサインが出された本系列であるが、その設計は様々な問題点を内包していた。

まず、『しなの』に続いて導入された『つばさ』における過酷な運用に就いたキハ181系搭載分を中心にガスケットの吹き抜けが多発し、本系列のアキレス腱となった。

また、設計の効率化や合理化を目的として新設計が導入された補器にもトラブルが続出した。特に前述の機関本体と圧縮機の潤滑油共通化設計は、機関の高温環境にさらされた潤滑油が変質してゼリー状となり圧縮機の弁に固着する等の深刻なトラブルにつながった。

さらに、先行モデルのDMH17系においても、排気マニホールドの過熱による発火を防止するため全力運転時間を5分に制限する必要があったにもかかわらず、根本原因である気筒内の燃焼効率、排気の高熱化を改善することなく、ほぼそのままの構造で出力向上を図った結果、本系列における機関発熱は当初の想定を超える過大なものとなった。
本系列搭載車、中でも特に深刻な状況に陥ったキハ90系、キハ181系における機関のオーバーヒートの頻発は、熱変形に対する配慮の不足した設計や、工作精度の管理不十分、常用速度域の大半を変速段が占める専用変速機の特性により、結果として列車運行の継続が危ぶまれるほどの深刻な問題を引き起こしている。本系列の製造上の品質管理の問題は、充分な管理・調整が期待できた試作機の段階では特に目立った不具合が発生しなかったために見過ごされたが、量産段階では設計陣の想定を上回る品質のばらつきが発生し、それらが過酷な使用状況にさらされた結果、一気に表面化したものであった。

### 改善策・改良および強化
ガスケットの吹き抜けに関しては、保守の容易化を狙って採用された3シリンダー1ヘッド構成であったが、熱変形や公差によるガスケットボルトの締め付け力の不均等が発生した。これはガスケットの設計変更を繰り返し、出力の抑制（デチューン）を行うことで一応の解決が図られたが、それでも充分ではなく、キハ66・67系用として設計された「DML30HSH」以降では1シリンダー1ヘッド構成としガスケットをそれぞれに組み付ける従来の設計に戻すことで対処せざるを得なかった。
機関本体と圧縮機の潤滑油共通化設計によって起きた潤滑油の固着については、潤滑油の供給系統を分割し従来と同様の設計とすることで対処が図られた。
またオーバーヒートに関しては、本系列のみならず予燃焼室式を採用した各機種では根本的には完治せず、ラジエーターの強化と、後年、検査を担当する国鉄工場で燃料噴射量を一定レベルに調整（実質的なデチューン）することで一応の解決が図られた。
さらには、キハ66・67系以降の後継車種では強制通風式の冷却器を全車に標準搭載すると共に、機関出力を一律12 %ダウンの440 PSとすることで信頼性の確保を図る方策が採られている。これは圧縮比をそれ以前の16.0から14.2へと落とす、常道とは反した大きな効率ダウンを伴った弥縫策であった。
こうして本系列では、改良、あるいは信頼性向上を目的とした出力抑制が実施された。
後年にキハ183系後期型に搭載された「DML30HSJ」「DML30HZ」では、高出力化要求に対応するため中間冷却器設置や電子制御・直噴化が行われて当初の500 PSを超える出力に設定され、またダイナミックブレーキの装備が行われるなど、情勢に合わせた変更が重ねられた結果、同じDML30といっても実質的にかなり仕様の異なる物となった。
しかし、本質的な機械的信頼性の低さや、整備の面倒な多気筒エンジンであることから、当初の目的であったDMH17系エンジンの全面置き換えには至らず、他に適切な代替エンジンが開発されなかったことから1990年代まで製造が継続されたものの、その製造実績は少数に留まった。
一方、本系列量産の原点と言えるキハ181系では、国鉄時代に出力是正措置を受けていたJR西日本所属車のうち特に最後まで残った『はまかぜ』充当車では、221系や223系といったJR世代の電車が新快速として行き交う山陽本線を全力疾走した後に播但線で中国山地を越えるという『つばさ』以来の過酷な運用となったが、老朽化のためキハ189系に置き換えられて全廃となる2011年までの間、致命的な事故・故障は無かった。
一方、構造上の問題ではなく後年の改造によるトラブルも起きている。JR北海道がキハ183系の最高速度引き上げのための改造を行った際に燃料制御装置の設計ミスを犯した。これにより2013年（平成25年）、過負荷によりエンジンブロックが破損して火災事故を起こし、同改造を受けた36両の運行を停止する措置が執られた。翌2014年に原因の公表、燃料制御装置の改善措置が講じられるとともに、一部では別形式の機関（N-DMF13HZK形）への換装が行われた。

## 諸問題の背景

### 1960年代における直噴ディーゼルエンジンの開発状況
本系列の基本設計が行われた1960年代初頭には、既に燃焼効率が良く、燃焼室や排気の温度を低く抑えられる直噴エンジンの開発が、主として燃費経済性を重視したトラック用ディーゼルエンジンを中心に進められており、1930年代末に既に直噴式を採用していたGMのユニフロー掃気ディーゼルエンジンやそのライセンス生産版である民生デイゼルのUDエンジンを例外としても、日本でもいすゞと日野が1950年代末頃からその開発に着手していた。しかし、直噴式の高い爆発力に耐え切れずエンジンの破損が相次ぎ、開発は順調といえなかった。いすゞ (D920)、日野 (EA100) の両社とも1967年（昭和42年）に直噴エンジンの市販化を行ったものの、翌年の1968年（昭和43年）に予燃焼室式の新型エンジンを発表している。
本エンジンが開発された1965年（昭和40年）は陸用機関で予燃焼室式一辺倒から脱却する準備が始まった時期であり、直噴化の実用化後も低速時の性能が低下する懸念もあって各自動車メーカーが予燃焼室の開発も続けていた。また、長距離トラックや台湾国鉄に直噴式が進出していると言っても、日本の国鉄車両で想定しうる最長踏破距離及びその所要時間（枕崎駅 - 大湊駅間 2,293.3km）とは比べ物にならないほど短いものであり、そのような運用の想定から、信頼性の観点で高圧噴射ポンプを回避したことが一因と考えられる。
これらが、国鉄技術陣がDMF15・DML30系エンジンにおいて直噴式を検討せず予燃焼室式を採用した理由である。

### 燃焼方式に対する国鉄の理解度の不足
しかし、元々DMH17形エンジンは渦流燃焼室式であった。渦流式は予燃焼室式の一種だが、圧縮時に燃焼室内にスワール（渦）を発生させるため、燃料事情の悪い日本でも、質の高くない軽油でも安定して稼働するという利点があった。しかし、後述する通り国内の燃料事情が好転したことから始動困難性を伴う渦流式は途中から単純な予燃焼室式に変更されている。

だが、渦流式は高速燃焼するため単純な予燃焼室式よりは回転数が上げやすく、また黒煙発生量も少なく、ノッキングも少ないという利点があった。特に小型自動車用ディーゼルエンジンでは、当時は高い圧縮比に対して直接噴射することが困難だった一方、スロットルレスポンスも早いため渦流式が主流となった（トヨタ・B型エンジン、トヨタ・L型エンジンなど）。始動困難性はバッテリーの高性能化で克服されていった。平成初期に至るまで、小型自動車用ディーゼルエンジンはほとんどが渦流式であった。
渦流式であれば燃料噴射圧も予燃焼室式と同程度で構わないが、熱の影響により龜裂を生じ易い短所があり燃料消費量も良いとは言えず、戦前は各社で製造されたが昭和14年頃になると渦流式は下火になった
。
本系列でも採用された予燃焼室式が戦前のDMH17B形以降で採用されたのは、当時の国情から、予燃焼室内での噴射燃料の燃焼が緩やかで低圧力に耐えるだけで済み、予燃焼室や気筒部の設計製造が比較的容易であったこと、それに騒音・振動の点で有利であったことなどの理由であり、また、初期型の渦流式からの変更は、渦流式は始動時の抵抗が大きくセルモーターの負担が大きいこと、米軍の放出品等で国鉄での軽油の安定供給にめどが立ったことなどによる。
昭和30年代初頭の自動車業界では予燃焼室のメリットを考慮すると他の燃焼室、直接噴射式などに首位を譲ることがないとの見方もあった。だが、（単純な）予燃焼室式は前述の利点の一方で絞り損失が大きく冷却効率が悪く、ひいては熱効率が悪い、という弱点があり、反面、渦流式のような高速燃焼効果も得られないため、DMH17クラスまでの回転数であればそれでもメリットの陰に隠れて目立たないが、定格使用回転数が上がるに従ってこれらデメリットが顕在化することになる。
その上、騒音の面においても、キハ66・67系では車内で会話できないと新聞紙上で取り上げられるほど著しかった。同系列では本来予燃焼室式のメリットであったはずの低騒音・低振動さえ満足に実現されておらず、少なくとも予燃焼室式を積極的に採用する理由は事実上皆無であったことになる。
ここまで、主に本系列の欠点に予燃焼室式である事が大きく作用していたと解説した。

しかしながら、対比されるカミンズ製直噴エンジンであるDMF14を搭載した名鉄キハ8500系においては、動力伝達系を名古屋鉄道時代の仕様のまま、急勾配と曲線の連続する会津鉄道で運用した結果、変速段での連続高回転運用が祟り、エンジンも含めた動力系への過剰な負荷によりそのメンテナンスサイクルを縮めた。結果、同系列はベースとなったJR東海キハ85系よりもかなり早期に、しかもDML30系エンジンの象徴的形式だったキハ181系よりもわずかながら先に運用終了に至った。

結果、DML30HS系エンジン搭載車の問題はエンジンだけではなく、むしろ多段式変速機が開発できなかったがためにエンジンに過剰な負荷をかけた点がより重いとも言える。
もっとも、キハ181系の当該項目にあるように、85 km/h以上での高速走行時で、冷却システムが有効に機能し直結段で本来の性能がフルに発揮できる条件下では大出力エンジンの本分を遺憾無く発揮する。初期トラブルの多さやその原因となった熱害、また大型で多気筒であることや基礎設計の古さばかりが取り沙汰されるが、決して失敗作と言い切れるエンジンという訳ではない。

## 変速機
液体変速機（トルクコンバータ）はすべて1段3要素充排油方式であり、逆転機を内蔵している。DW4系をルーツとし、DW9系、DW12系へと改良された。
最初に造られたDW4系は自動クラッチ（オートマチックトランスミッション）である。DW4Cは爪クラッチ、DW4Eは湿式多板クラッチ（「キハ181系#変速機」も参照）。また、逆転機の切り換え時には出力軸を揺動させる。DW4系を装備したキハ181系では、液体変速機と台車を結ぶ推進軸の他に、反力を吸収するための軸（トルクロッド）を装備する。
故障が非常に多く、キハ181系における故障の62.2 ％を占めていた。変速機不調を発端とするエンジンカット→MT比低下による出力低下→過負荷→オーバーヒート→速度低下→運転不能になる悪循環を招き、ほかの故障も誘発するなど上記のエンジンやオーバーヒートなどの問題点を突き止めると変速機が原因であった。
DW9系は、DW4系を手動クラッチ（マニュアルトランスミッション）に変更したもの。キハ183系で使用されるDW9Aは軽量・耐寒形。
DW12系はDW9系を改良したもので、ダイナミックブレーキを装備するための準備がしてあり、また、よりコンパクトになっている。DW12Aは、出力増大にともなう回転数増大のため減速比が変更されたもの。
なお、変速機は暫時改良されているため、のちに製造時と異なるものに交換されている場合がある。
キハ181系の変直切替速度は85 km/hであり、『つばさ』での急勾配の板谷峠、『しなの』での速度制限区間の多い中央西線においては伝達効率が低い変速段での長時間運転を行うこととなり、また低速度で冷却系の効率が低いことが重なってエンジンに過剰な負荷をかけていた。一方で、前述の『はまかぜ』で深刻なトラブルが起きなかった要因であるが、播但線の寺前駅 - 和田山駅間は最急勾配こそ25 ‰と小さいものの勾配が連続し、蒸気機関車やキハ80系にとっては難所であったものの、最高速度が95 km/hであり直結段に入れることができたため、機関への負荷が小さかったと考えられる。

## 諸元

### 共通項目
- 形式: 180°V型12気筒エンジン
- シリンダ径×行程 (mm): 140×160
- 排気量: 29,541cc
- 燃焼順序: A1→B5→A4→B1→A2→B4→A6→B2→A3→B6→A5→B3
- 過給の有無: 有

主な共通項目
- 1気筒あたり4バルブ。DML30HSJ以降、1気筒あたり2バルブ。
- 予燃焼室式。DML30HSJ以降、直噴式。

### バリエーション
|          | 主な搭載車種 | 圧縮比 | 定格出力 (PS/rpm) | 最大出力 (PS/rpm) | 組み合わされる液体変速機 | 長さ×幅×高さ (mm) | 乾燥重量 (kg) | 備考 |
| -------- | ------------ | ------ | ----------------- | ----------------- | ------------------------ | ----------------- | ------------- | --- |
| DML30HS  | 試作         |        | 500/1600          |                   | DW4                      |                   |               | |
| DML30HSA | キハ91 1     | 16     | 500/1600          | 540/2000          | DW4A                     | 2000×1900×810     | 3500          | |
| DML30HSB | キハ91 2～8  |        | 500/1600          | 590/2000          | DW4B                     |                   |               | |
| DML30HSC | キハ180      |        | 500/1600          | 590/2000          | DW4C、DW4D、DW4E         |                   |               | クランク軸一体化 |
| DML30HSD | キハ65       |        | 500/1600          | 590/2000          | DW4D                     |                   |               | |
| DML30HSE | キハ181      |        | 500/1600          | 590/2000          | DW4E                     |                   |               | |
| DML30HSF | キヤ191      |        | 425/1600          |                   | DW4F                     |                   |               | |
| DML30HSH | キハ66       |        | 440/1600          |                   | DW9                      |                   |               | 安定性重視・保守費軽減のため設計変更 出力抑制 シリンダーブロック・シリンダーヘッド独立化 ヘッドガスケット吹き抜け対策 |
| DML30HSI | キハ182      |        | 440/1600          |                   | DW9A                     |                   |               | HSHの極寒地向け |
| DML30HSJ | キハ182-500  |        | 550/2000          |                   | DW12                     |                   |               | 直噴・電子ガバナー化                                                                                                  |
| DML30HZ  | キハ182-550  | 14.3   | 660/2000          |                   | DW12A                    |                   |               | インタークーラー追加                                                                                                  |

## 搭載した車両
- キハ91形 - 全車両廃車に伴い形式消滅
- キハ181系 - 全車両廃車に伴い形式消滅
- キハ65形 - 全車両廃車に伴い形式消滅
- キヤ191系 - 全車両廃車に伴い形式消滅
- キハ66系 - 後にDMF13系に換装
- キハ183系 - このうち電源機関を持たない車両（キハ182形、キロ182形、キハ183形500番台）

なお、キハ183系については後年に機関換装を行った車両もある。